# James Gillray
James Gillray (Chelsea, 13 de agosto de 1757-Londres, 1 de junio de 1815), algunas veces conocido como Gilray, fue un caricaturista y grabador británico, famoso por sus aguafuertes basados en sátiras políticas y sociales, publicados principalmente entre 1792 y 1810. Entre sus caricaturas más recordadas están las dedicadas a Jorge III y a Napoleón I.

## Biografía

### Inicios
James Gillray nació el 13 de agosto de 1757. Su padre, del mismo nombre, era originario de la ciudad escocesa de Lanark y sirvió como soldado en la Batalla de Fontenoy, donde perdió un brazo. Tras este suceso fue admitido en el Chelsea Hospital como paciente interno y luego como pensionista externo. Su madre, Jane Coleman, tuvo cinco hijos de los cuales James fue el único que sobrevivió más allá de la niñez. 
En 1762 fue enviado como estudiante a la escuela Moravian Academy, en Bedford, donde permaneció hasta sus ocho años de edad. Posteriormente inició su entrenamiento artístico y su primera experiencia de aprendizaje fue el grabado de letras, actividad de la que rápidamente se convirtió en experto. Fue aprendiz y empleado del grabador Harry Ashby, que tenía un taller cerca de la localidad de Holban Hill, en Londres. Uno de los primeros grabados de Gillray, que aún se conserva, es del año 1769. Sin embargo, esta ocupación le resultó tediosa y decidió formar parte de un grupo de actores ambulantes. Tras una experiencia negativa con la compañía de teatro regresó a Londres y fue admitido en la institución artística Royal Academy, ubicada en Piccadilly. Durante este periodo se mantuvo económicamente mediante la venta de sus grabados y probablemente con la publicación de numerosas caricaturas bajo nombres ficticios. La mayoría de sus caricaturas están realizadas en aguafuerte, algunas en aguatinta y otras con la técnica de grabado a puntos. Ninguna de sus obras puede considerarse resultado de la técnica del grabado. Durante sus primeros años de estudios se dedicó a admirar las obras del grabador y pintor William Hogarth. En 1779 realizó su primera caricatura titulada Irlandés a caballo (en inglés, Paddy on Horseback). Después de unos años realizó sus primeras series de bocetos políticos basados en la victoria naval del almirante George Brydges Rodney. La principal fuente de inspiración de su obra en este periodo fue el ambiente político francés e inglés de los años 1780 y 1810.

### Carrera artística

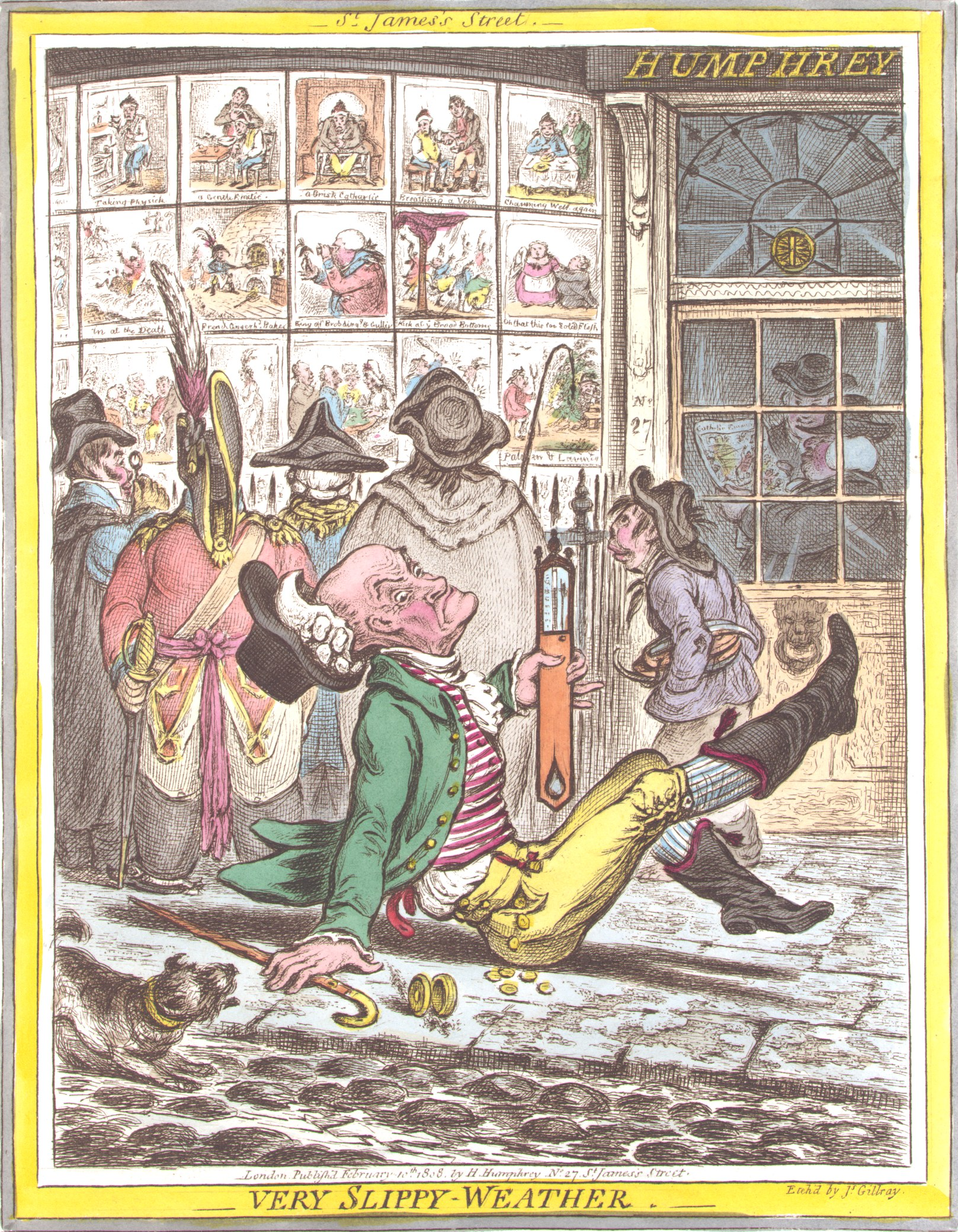
Tiempo muy resbaladizo (en inglés, Very Slippy-Weather), 1808.

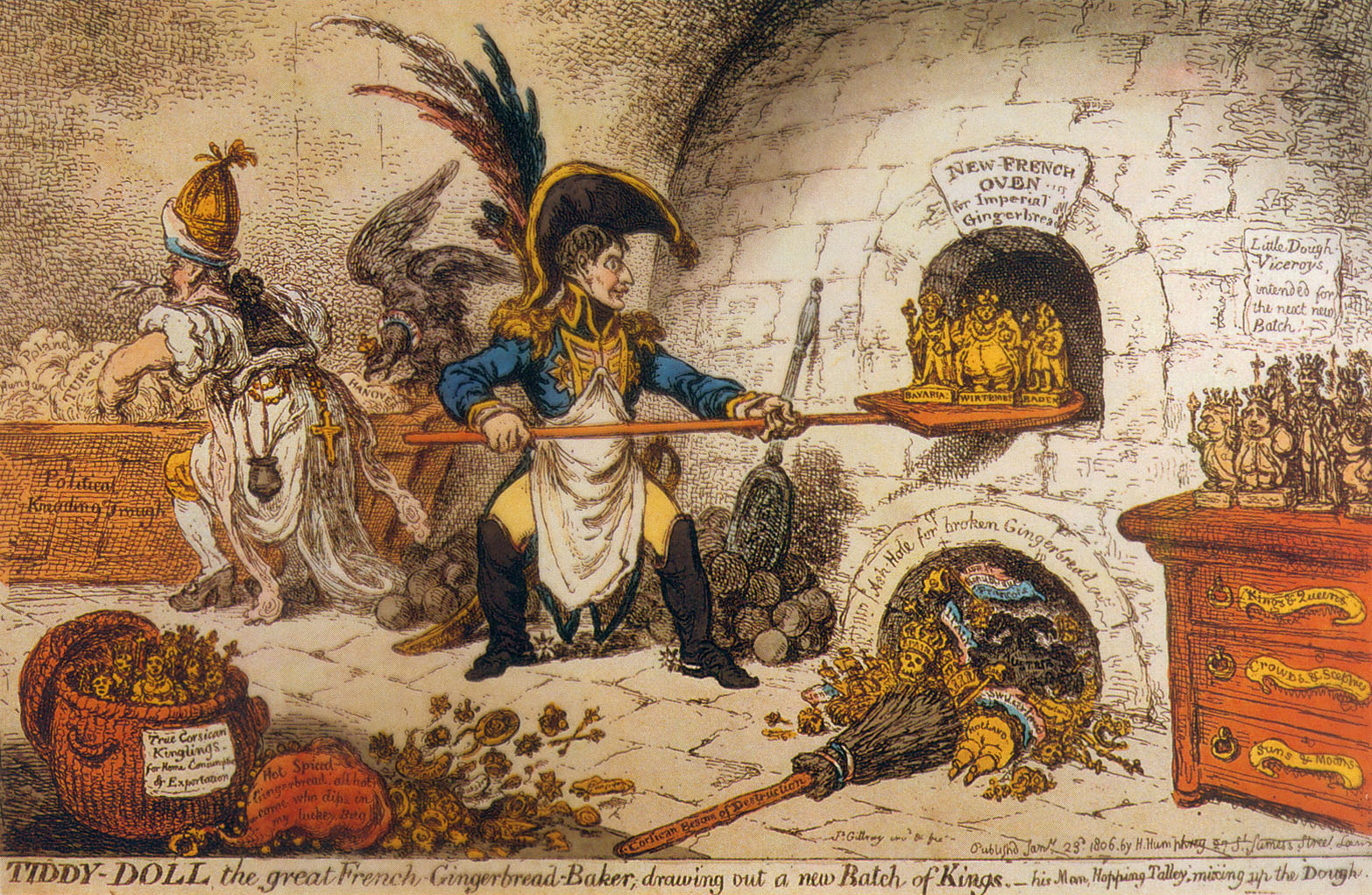
Muñequito, el gran creador francés de pan de jengibre, sacando una nueva tanda de reyes. Su hombre, el saltarín Talley, mezclando la masa, 1806.

El nombre de Hannah Humphrey está asociado muy estrechamente con la obra de Gillray, de hecho fue la editora y vendedora de sus grabados. Era dueña de una imprenta ubicada en el número 227 de la calle Strand, que luego se trasladó a la calle Bond Street y finalmente a la calle St James's Street. Humphrey y Gillray vivieron juntos durante los años de fama del caricaturista. Se cree que Gillray tuvo la intención de contraer matrimonio y que en una ocasión cuando estaban dirigiéndose a la iglesia, le dijo: «Esto es un asunto insensato, me parece a mí, señorita Humphrey. Vivimos muy cómodamente juntos, mejor dejemos a un lado todo esto». No obstante, no existen evidencias que respalden esta historia. Normalmente, las placas de grabados estaban expuestas en la vitrina de la tienda de Humphrey. Uno de sus grabados tardíos, titulado Tiempo muy resbaladizo (en inglés, Very Slippy-Weather) muestra en el fondo el establecimiento de Humphrey y expuestos en la vitrina algunos de los trabajos de Gillray, en especial la obra Muñequito, el gran creador francés de pan de jengibre, sacando una nueva tanda de reyes. Su hombre, el saltarín Talley, mezclando la masa (en inglés, Tiddy-Doll, the Great French Gingerbread Maker Drawing out a New Batch of Kings. His Man, Hopping Talley, Mixing Up the Dough), una sátira de Napoleón sobre su inclinación a fabricar reyes, publicada el 23 de enero de 1806. Falleció en Londres en 1815.

## El arte de la caricatura

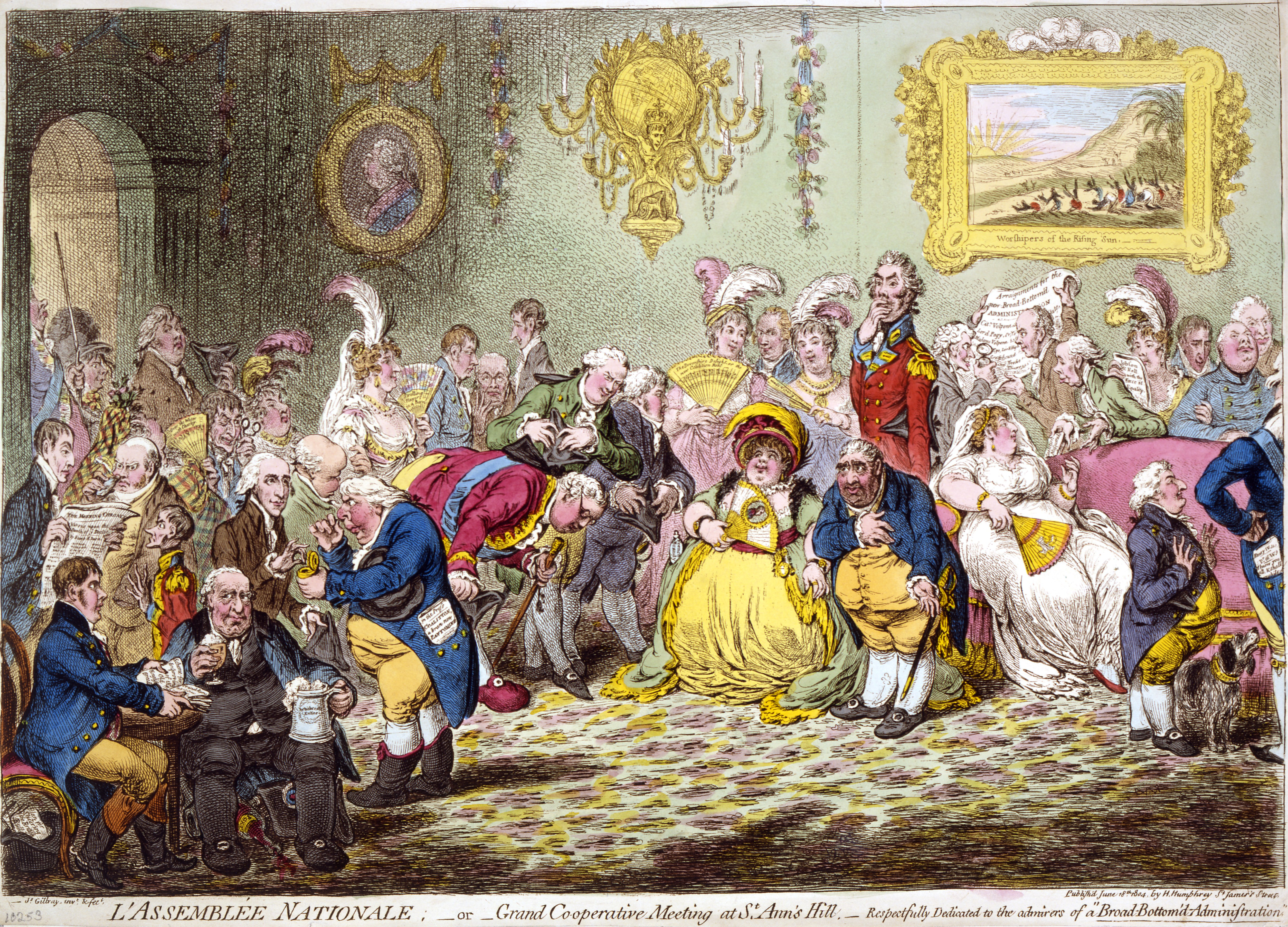
L'Assemblée Nationale (1804), fue considerada una de las caricaturas "más talentosas que jamás ha existido", en parte debido al gran parecido de los personajes con sus equivalentes reales. El príncipe de Gales pagó una gran suma de dinero para que se eliminara la impresión y se destruyera la plancha.

Algunas de sus más mordaces sátiras están dirigidas a Jorge III, quien, después de examinar algunos de los bocetos de Gillray con ignorancia, dijo: yo no entiendo estas caricaturas. Gillray se vengó de estas palabras por medio de su espléndida caricatura titulada Un conocedor examinando a un tonelero (en inglés A Connoisseur examining a Cooper) en donde se representa a un hombre analizando un retrato con una vela, de manera que la imagen satiriza  los pretendidos conocimientos de arte del rey y sus hábitos mezquinos.
Los excesos de la revolución francesa lo hicieron conservador y publicó caricatura tras caricatura en las que ridiculizaba a los franceses y a Napoleón, por lo general a través del jacobinismo y la glorificación de John Bull. Algunas de estas obras fueron impresas en el periódico británico Anti-Jacobin Review. De todas maneras, Gillray no debe ser visto como un entusiasta partidario político del partido liberal británico, llamado Whig o  del partido conservador inglés, denominado Tory, sino más bien como un espíritu libre. Su último trabajo, basado en un diseño del caricaturista Henry Burnbury fue titulado Interior de una barbería en tiempo de reunión del tribunal de justicia (en inglés, Interior of a Barber’s Shop in Assize Time), fechado el año 1811. Cuando estaba comprometido con la creación de esta caricatura enloqueció, aunque a veces tenía intervalos ocasionales de cordura, los cuales empleó en su última obra. Su acercamiento a la locura debe haberse adelantado por sus desmedidos hábitos. Gillray murió el 1 de junio de 1815 y fue sepultado en el cementerio de la iglesia Saint James, en Piccadilly.
La época en que vivió favoreció al desarrollo de una gran escuela de caricatura. La lucha entre partidos se llevaba a cabo con gran vigor y sin amargura; de modo que se complacía de manera libre a las personalidades en ambos bandos. Su incomparable ingenio y humor, el conocimiento de la vida, la fertilidad de recursos, el entusiasmo por lo ridículo y la belleza de su desempeño, lo puso instantáneamente en primer lugar entre los caricaturistas. Gillray se distinguió en la historia de la caricatura por el hecho de que sus dibujos eran verdaderas obras de arte. Las ideas plasmadas en algunos de sus trabajos son sublimes y poéticamente magníficas en su intensidad de significado, mientras que la franqueza (a la que algunos han denominado grosería) de otros trabajos, son características de la libertad general de tratamiento común en todos los departamentos intelectuales del siglo XVIII. El valor histórico de su obra ha sido reconocido por muchos estudiosos de la historia. Charles Stanhope declaró que: «Gillray fue un periodista con un discurso veraz y también un sugerente ilustrador de eventos».
La influencia política que ejerció en su época se puede vislumbrar en una carta de Lord Bateman, del 3 de noviembre de 1798. «La oposición», Bateman escribe a Gillray, «es tan insignificante como lo desearíamos. Has prestado un servicio infinito en reducirlos y en hacerlos ridículos». A Gillray se le atribuyen alrededor de 1000 caricaturas, mientras que algunos lo consideran autor de muchas más, entre 1 600 y 1 700. Su obra es invaluable para el estudiante británico de modales y también para el estudiante de política, ya que ataca la insensatez de aquella época con una mordaz sátira y nada se escapa a su percepción, ni siquiera un insignificante cambio de moda en la vestimenta. Su gran tacto al atacar el lado ridículo es solo igualado por el exquisito acabado de sus bocetos —los más famosos incluso alcanzan una grandeza épica y una sublimidad de concepción miltoniana—.
Las caricaturas de Gillray generalmente están divididas en dos clases, las series políticas y las series sociales, a pesar de que no se debe atribuir al término serie a ningún concepto de continuidad o culminación. Las caricaturas políticas comprenden de un importante e inestimable componente histórico de los últimos años de reinado de Jorge III. Estas no solo circulaban en el Reino de Gran Bretaña, pero también fueron expuestas en el resto de Europa, ejerciendo una fuerte influencia tanto en Gran Bretaña como en el extranjero. En los grabados políticos, los personajes retratados más destacadas son: Jorge III y su esposa Carlota, Jorge IV (quien fue primero Príncipe de Gales, luego Príncipe Regente y finalmente Rey del Reino Unido y Hanóver), Charles James Fox, William Pitt, Edmund Burke y Napoleón Bonaparte. En 1788, presentó dos de sus caricaturas, la primera se tituló Sangre sobre trueno vadeando el mar rojo (en inglés, Blood on thunder fording the Red Sea), en la que se representa a Edward Thurlow cargando a Warren Hastings a través de un mar de sangre, y la segunda caricatura se denominó Día de mercado (en inglés, Market-Day), en la cual aparecen los ministros de la época representados como ganado a la venta.
Entre las mejores sátiras sobre Jorge III están: El granjero Jorge y su esposa (en inglés, Farmer George and his wife) la cual consta de dos ilustraciones, en una de las láminas aparece el rey tostando magdalenas para el desayuno y en la otra retrata a la reina friendo boquerones; Los anti-azucaritas (en inglés, The Anti-Saccharites), donde la pareja real propone dejar de consumir azúcar, causando una gran consternación a su familia; Un experto examinado el cobre (en inglés, A Connoisseur Examining Copper); también el par de ilustraciones Un sibarita frente a los horrores de la digestión (en inglés, A Voluptuary under the Horrors of Digestion), y La templanza disfrutando de una cena frugal (en inglés, Temperance enjoying a Frugal Meal), en las cuales satiriza los excesos del príncipe regente (quien más tarde sería Jorge IV del Reino Unido) y la mezquindad de su padre Jorge III respectivamente; y finalmente las sátiras Afabilidad real (en inglés, Royal affability), Una lección sobre dumplings de manzana (en inglés, A lesson in Apple dumplings) y Los cerdos poseídos (en inglés, The Pigs Possessed).

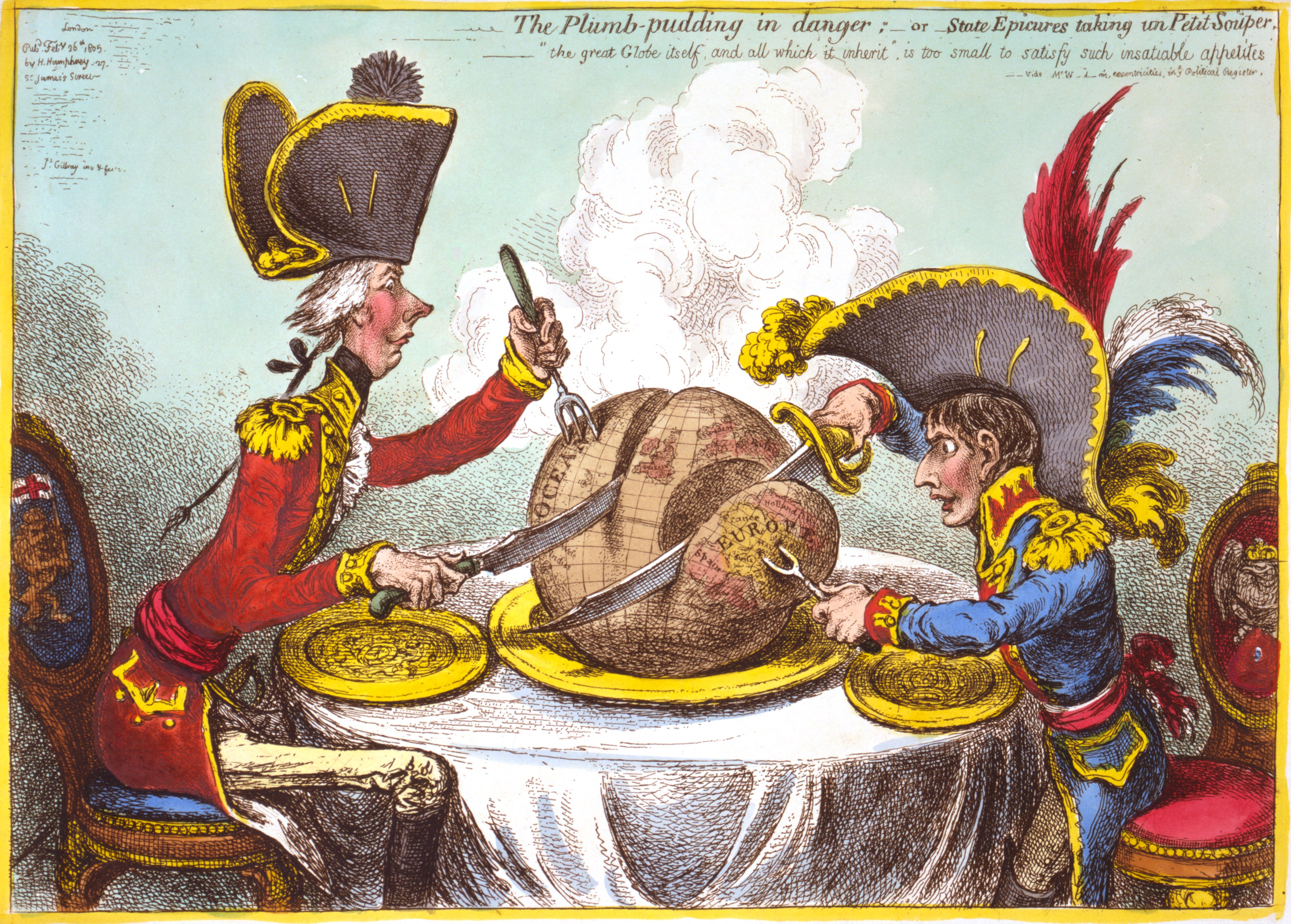
El pudín de ciruela en peligro (en inglés, The Plumb-Pudding in Danger). (1805).

Otras caricaturas políticas incluyen Britania entre Escila y Caribdis (en inglés, Britannia between Scylla and Charybdis), en la cual William Pitt que era frecuentemente representado en los trabajos de Gillray, aparece de forma favorable remando hacia el puerto de la "felicidad pública"; asimismo otras representaciones famosas son Noche nupcial (en inglés, The Bridal Night); La apoteosis de Hoche (en inglés, The Apotheosis of Hoche), que se concentra en los excesos de la revolución francesa; La guardería con Britania reposando en paz (en inglés, The Nursery with Britannia reposing in Peace); El primer beso estos diez años (en inglés, The First Kiss these Ten Years), que es otra sátira de la paz que se dice que divirtió a Napoleón; Manuscrito sobre la pared (en inglés, The Hand-Writing upon the Wall); La coalición confederada (en inglés, The Confederated Coalition); Descorchando Sherry viejo (en inglés, Uncorking Old Sherry); El pudín de ciruela en peligro (en inglés, The Plumb-Pudding in Danger) la cual es una de las más famosas impresiones políticas, Haciéndose decente (en inglés, Making Decent); Comodidades de una cama de rosas (en inglés, Comforts of a Bed of Roses); Vista de la campaña electoral en Covent Garden (en inglés, View of the Hustings in Covent Garden); Faetón alarmado (en inglés, Phaethon Alarmed); y Pandora abriendo su caja (en inglés, Pandora opening her Box).
Aparte de haber sido descarado en sus observaciones sobre la vanidad, también tenía la habilidad de realizar sus críticas con sutileza.